# Thomas Humphreys
Thomas Frederick Humphreys (* 8. September 1890 in Wingrave, Buckinghamshire; † 9. April 1967 in Aston Abbotts, Buckinghamshire) war ein britischer Langstreckenläufer.
Beim Crosslauf der Olympischen Spiele 1912 in Stockholm kam er in der Einzelwertung auf den 18. Platz und gewann mit der britischen Mannschaft Bronze. Über 10.000 m schied er im Vorlauf aus.